# Zabójczy układ
Zabójczy układ (tytuł oryg. The Replacement Killers) – amerykański film sensacyjny w reżyserii Antoine’a Fuqui, którego premiera odbyła się 12 stycznia 1998 roku.
Film zarobił 18 967 571 dolarów amerykańskich w Stanach Zjednoczonych, 2 060 000 dolarów singapurskich w Singapurze oraz 359 183 funtów szterlingów w Wielkiej Brytanii.

## Obsada[5]
- Mira Sorvino – Meg Coburn
- Michael Rooker – Stan Zedkov
- Danny Trejo – Collins
- Kenneth Tsang – Terence Wei
- Jürgen Prochnow – Michael Kogan
- Til Schweiger – Ryker
- Clifton Collins Jr. – Loco

## Fabuła
John Lee, zawodowy zabójca, działa na zlecenie Terence'a Wei, lidera syndykatu przestępczego w Los Angeles, aby zapewnić bezpieczeństwo swojej rodzinie w Chinach, będącej w niewoli Wei. Gdy syn Wei, zaangażowany w handel narkotykami, zostaje zabity przez policjanta Stana Zedkova, Wei domaga się odwetu i zleca Lee zabicie syna Zedkova. Lee, pomimo zbliżenia się do celu, rezygnuje z misji, nie będąc w stanie zabić dziecka. Uświadamia sobie potencjalne konsekwencje nieposłuszeństwa wobec Wei.
Lee próbuje zdobyć chiński paszport, aby wrócić do domu i chronić swoją rodzinę. W tym celu zwraca się do specjalistki od fałszowania dokumentów, Meg Coburn. Wei, dowiadując się o planach Lee, wysyła grupę uzbrojonych ludzi, aby go zlikwidować. W tym kontekście Meg staje się celem zarówno dla Lee, który potrzebuje jej pomocy w zdobyciu dokumentów, jak i dla ludzi Wei, którzy postrzegają ją jako potencjalne zagrożenie.
Sytuacja staje się skomplikowana, gdy do gry wchodzą nie tylko ludzie Wei, w tym zawodowi zabójcy Collins i Ryker, ale także policjanci pod dowództwem Zedkova, nieświadomi udziału Lee we wcześniejszych wydarzeniach.